# کانستنس تاورز

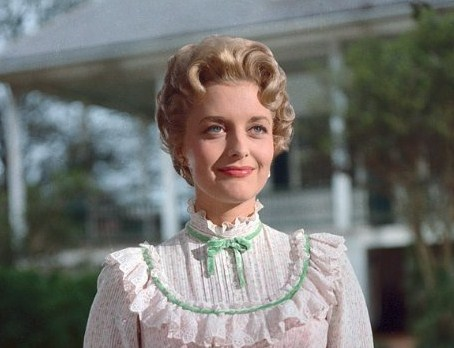

 کنستانس تورز (انگلیسی: Constance Towers؛ زادهٔ ۲۰ مهٔ ۱۹۳۳) یک هنرپیشه، و خواننده اهل ایالات متحده آمریکا است.

## بخشی از فیلمشناسی
از فیلم‌ها یا برنامه‌های تلویزیونی که وی در آن نقش داشته است می‌توان به یک جنایت کامل، جسد و سواره‌نظام اشاره کرد.

## زندگی شخصی
تاورز اولین بار از سال ۱۹۵۹ با یوجین مک گراث ازدواج کرد تا اینکه در سال ۱۹۶۶ طلاق گرفتند. او در سال ۱۹۷۴ با جان گاوین بازیگر و سفیر آینده در مکزیک ازدواج کرد. او دو فرزند از ازدواج اول خود دارد. او همچنین دو فرزند ناتنی از ازدواجش با گاوین دارد. گاوین در ۹ فوریه ۲۰۱۸ در سن ۸۶ سالگی درگذشت.